# Vuyani Bungu
Vuyani Bungu est un boxeur sud-africain né le 26 février 1967 à Mdantsane.

## Carrière
Champion d'Afrique du Sud des poids super-coqs entre 1990 et 1993, il devient champion du monde IBF de la catégorie le 20 août 1994 en battant aux points l'Américain Kennedy McKinney. Après 13 défenses victorieuses, Bungu laisse sa ceinture IBF vacante en 1999 pour combattre en poids plumes. Il sera battu par Naseem Hamed le 11 mars 2000 par arrêt de l’arbitre à la 4e reprise lors d’un championnat du monde WBO.